# Edifici a la rambla de l'Hospital, 13 (Vic)
L'Edifici a la rambla de l'Hospital, 13 és una obra de Vic (Osona) protegida com a Bé Cultural d'Interès Local.

## Descripció
Edifici format per una planta baixa i un pis superior. La façana principal es divideix en tres cossos, essent el central el que predomina respecte els dos laterals. Les obertures també estan distribuïdes simètricament. Als dos cossos laterals hi hauria dos portals, un dels quals és ara una finestra, emmarcats per una senzilla motllura. Sobre d'ells hi ha dos balcons, volats, de llinda plana i amb brancals formats per carreus de pedra.
En el cos central, a la planta baixa s'obra una finestra trigeminada, amb calats d'estil neogòtic, mentre que a la planta superior hi ha disposada una galeria de set obertures, separades per una fina columna i acabades amb arc de mig punt.